# Thiệu Dương (phường)
Thiệu Dương là một phường thuộc thành phố Thanh Hóa, tỉnh Thanh Hóa, Việt Nam.

## Địa lý
Phường Thiệu Dương nằm ở phía bắc thành phố Thanh Hóa, có vị trí địa lý:
- Phía đông giáp phường Tào Xuyên và huyện Hoằng Hóa qua sông Mã
- Phía tây giáp xã Thiệu Vân và phường Thiệu Khánh
- Phía nam giáp các phường Đông Cương và Hàm Rồng
- Phía bắc giáp huyện Hoằng Hóa qua sông Mã.

Phường có diện tích 5,71 km², dân số năm 2019 là 13.122 người, mật độ dân số đạt 2.298 người/km².

## Lịch sử
Trước đây, Thiệu Dương là một xã nằm ở bờ nam sông Mã, gồm hai làng là Dương Xá Nội (phía trong đê sông Mã) và Dương Xá Ngoại (phía ngoài đê sông Mã) , gọi chung là làng Dương Xá hay làng Giàng.
Trước công nguyên, vào thời thuộc Hán, vùng Dương Xá có tên gọi là Tư Phố, là quận trị của quận Cửu Chân.
Theo sử sách, địa bàn xã Thiệu Dương là thủ phủ của trấn Thanh Hóa cho tới thời nhà Nguyễn.
Đầu thế kỉ 19 (triều Nguyễn), Dương Xá thuộc tổng Đại Bối, huyện Đông Sơn, phủ Thiệu Hóa (trước là phủ Thiệu Thiên).
Năm 1900, hai tổng Vận Quy và Đại Bối của huyện Đông Sơn được chuyển vào huyện Thuỵ Nguyên, cùng phủ Thiệu Hóa.
Sau Cách mạng Tháng Tám, huyện Thiệu Hóa được thành lập, xã Thiệu Dương thuộc huyện Thiệu Hóa.
Năm 1977, cùng với các xã hữu ngạn sông Chu thuộc huyện Thiệu Hóa, xã Thiệu Dương được sáp nhập với huyện Đông Sơn thành huyện Đông Thiệu, xã Thiệu Dương thuộc huyện Đông Thiệu.
Năm 1982, huyện Đông Thiệu đổi lại là huyện Đông Sơn, xã Thiệu Dương thuộc huyện Đông Sơn. Năm 1996, xã Thiệu Dương trở lại huyện Thiệu Hóa mới tái lập.
Ngày 29 tháng 2 năm 2012, xã Thiệu Dương được chuyển từ huyện Thiệu Hóa về thành phố Thanh Hóa.
Ngày 9 tháng 12 năm 2020, Ủy ban Thường vụ Quốc hội ban hành Nghị quyết 1108/NQ-UBTVQH14 về việc thành lập các phường thuộc thành phố Thanh Hóa (nghị quyết có hiệu lực từ ngày 1 tháng 2 năm 2021). Theo đó, thành lập phường Thiệu Dương trên cơ sở toàn bộ 5,71 km² diện tích tự nhiên và 13.122 người của xã Thiệu Dương.

## Văn hóa

### Danh nhân
- Dương Đình Nghệ (931-937), anh hùng dân tộc.

Đền thờ Dương Đình Nghệ tại phường Thiệu Dương được công nhận là di tích lịch sử cấp quốc gia theo Quyết định số 460/QĐ-BT ngày 18 tháng 3 năm 1996 của Bộ Văn hoá – Thông tin (nay là Bộ Văn hóa, Thể thao và Du lịch).

### Di chỉ khảo cổ học
Tại Thiệu Dương đã phát hiện nhiều di chỉ khảo cổ của con người từ thời tiền sử (văn hóa Đông Sơn) vào các năm 1959, 1960, 1961, 1977, hiện đang lưu giữ tại bảo tàng thành phố Thanh Hóa.
- Di chỉ Thiệu Dương: Di chỉ nằm trên cánh đồng khô ở Thiệu Dương. Phát hiện từ đầu những năn 1960, khai quật năm 1960 - 1961 với hàng vạn m2. Diện tích di chỉ gần 5 vạn rưỡi mét vuông. Tầng văn hoá từ 0,20 m đến 4,20 m. Ngoài khu cư trú, còn có mộ táng và phát hiện 38 mộ táng từ độ sâu 0,25 m đến 1,2 m, gồm có mộ Đông Sơn và mộ Hán. Số lượng hiện vật thu được là 1660 trong đó có 847 nằm trong tầng văn hoá, hiện vật trong mộ Hán là 570, trong mộ Đông Sơn là 245. Là khu cư trú – mộ táng của văn hoá Đông Sơn và thời Bắc thuộc trước và sau Công Nguyên. Đã được công nhận là di tích cấp quốc gia[3].

## Kinh tế
Thiệu Dương có nghề truyền thống đan cót nhưng hiện nay còn rất ít người lao động. Hoạt động kinh tế chủ yếu hiện nay là buôn bán, sản xuất công nghiệp nhẹ.